# Parville
Parville es una localidad y comuna francesa situada en la región de Alta Normandía, departamento de Eure, en el distrito de Évreux y cantón de Évreux-Nord.

## Demografía
| 183 | 212 | 244 | 311 | 340 | 320 |
| Para los censos de 1962 a 1999 la población legal corresponde a la población sin duplicidades (Fuente: INSEE [Consultar]) |     |     |     |     |     |

## Administración

### Entidades intercomunales
Además de formar parte de la Communauté d'agglomération d'Évreux, Parville está adherida a varios sindicatos intercomunales para la prestación de servicios:
- S.I.V.U Libellule 
- Syndicat des CES du secteur scolaire d'Evreux (SICOSSE) 
- Syndicat de l'électricité et du gaz de l'Eure (SIEGE) 
- Syndicat de transport scolaire du Plateau

### Riesgos
Respecto de los riesgos mayores, la prefectura de Eure incluye la comuna en las zonas de riesgo por cavidades subterráneas y por el transporte de mercancías peligrosas.